# Boldizsár Gergely
Boldizsár Gergely (Budapest, 1984. június 2. –) szobrász, festő, tanár.

## Életpálya
Budapesten született Boldizsár András film- és televízióoperatőr és Gáspár Edina építészmérnök gyermekeként. A Lipótvárosban nőtt fel, érdeklődése a képzőművészet iránt hamar megmutatkozott. Rajzot tanulni a Barcsay Gyermek-képzőművészeti Körben kezdett Dombyné Szántó Melánia irányítása mellett. Azonban hamarosan kiderült, hogy a plasztikus ábrázolás jobban érdekli, ezért 1995-től 2003-ig a Medgyessy Ferenc Szobrász Kört látogatta, ahol Szabó Gábor tanítványa volt. 2003-ban érettségizett a budapesti Eötvös József Gimnáziumban. 
2003-tól 2008-ig a Pécsi Tudományegyetem Művészeti Karának szobrász szakán tanult (MA), ahol Gaál Tamás volt a mestere. 
2006/2007-ben fél évet töltött a törökországi Kütahyában a Dumlupinar Üniversitesi Képzőművészeti Karán (Erasmus hallgatói csereprogram keretében), ahol Atanas Karaçobantól tanult.
2008-tól a Moholy-Nagy Művészeti Egyetem, vizuális és környezetkultúra tanári szak (MA) hallgatója volt. 2011-ben kapta meg a tanári diplomát.

## Kiállítások
- 2003 – Csoportos kiállítások a pécsi MK-Galériában és a Szobrász Tanszéken
- 2004 – Művészetek Völgye „Pécsi Szál” Taliándörögd 
  - Pécsi Tudományegyetem Bölcsészettudományi Kar
- 2005 – Iskolatörténeti és Képzőművészeti Kiállítás – Szemere Bertalan Általános Iskola és Gimnázium, Budapest
- 2007 – XX. Országos Kisplasztikai Biennálé – Vasarely Múzeum, Pécs
  - Új utakon – Baranya Megyei Kulturális és Idegenforgalmi Központ, Pécs
  - Nyitott Ház – Pécs2010 Menedzsment Központ, Pécs
- 2008 – II. Nemzetközi Szilikátművészeti Triennálé – Cifrapalota, Kecskemét 
  - XX. Országos Kerámia Biennálé – Vasarely Múzeum, Pécs
  - Ördögkatlan fesztivál „Kőből és betonból” – Palkonya
  - Tóth Menyhért emlékére rendezett kiállítás – Cifrapalota, Kecskemét
- 2009 – Premier – Duna Galéria, Budapest
  - Keramik Europas – Westerwaldpreis 2009 – Keramikmuseum Westerwald, Höhr-Grenzhausen
- 2013 – Ezüstgerely 2013, Sport a kortárs művészetben – Magyar Olimpiai és Sportmúzeum, Budapest

## Díjak, elismerések
- 2008 – XX. Országos Kerámia Biennálé, Pécs[3] – Oktatási és Kulturális Minisztérium Díja – I. díj (Fekete Lászlóval megosztva)